# パオロ・ジョルダーノ・オルシーニ
パオロ・ジョルダーノ1世・オルシーニ （Paolo Giordano I Orsini, 1541年 – 1585年11月13日）は、イタリアのコンドッティエーレ。初代ブラッチャーノ公（在位：1560年 - 1585年）。オルシーニ家出身。

## 生涯
ジローラモ・オルシーニとフランチェスカ・スフォルツァの子。父方の先祖にはデッラ・ローヴェレ家出身の教皇ユリウス2世、母方の先祖にはファルネーゼ家の教皇パウルス3世がいる。
1558年にトスカーナ大公コジモ1世の娘イザベッラ・デ・メディチと結婚。
1571年、レパントの海戦に従軍。2年後、チュニスへ遠征したスペイン軍に参加し、6隻のガレー船を指揮した。
粗野で暴力的な人物であったといわれ、1576年にフィレンツェ近郊のヴィラ・チェレット・グイディで、自分の従弟トロイロと浮気をしていた妻イザベッラを自分の手で殺した。おそらくは、イザベッラの兄フランチェスコ1世・デ・メディチも共犯であったという。同じ年に、彼はトロイロをも殺させた。この事件により彼はローマへ逃れ、人妻であるヴィットーリア・アッコランボーニと内縁関係となった。1583年には、邪魔になったヴィットーリアの夫フランチェスコ・ペレッティを暗殺した（ペレッティは、のち教皇となったシクストゥス5世の甥だった）。
教皇庁とトスカーナ大公国の両方からお尋ね者となり、彼はヴェネツィア、アーバノ、サロと北イタリアをヴィットーリアとともに逃げ、2人は1585年4月に正式に結婚した。
1585年11月にパオロが死んだあと、ヴィットーリアも12月にルドヴィーコ・オルシーニに暗殺された。パオロの関わったロベルト・オルシーニ暗殺による、報復であった。パオロの領地は、イザベッラとの子ヴィルジニーノが継いだ。